# John Ashman
John Ashman (?, 1955. május 18. –) walesi nemzetközi labdarúgó-játékvezető.

## Pályafutása

### Nemzeti játékvezetés
1992-ben lett az I. Liga játékvezetője. A nemzeti játékvezetéstől 1998-ban vonult vissza.

### Nemzetközi játékvezetés
A Walesi labdarúgó-szövetség Játékvezető Bizottsága (JB) terjesztette fel nemzetközi játékvezetőnek, a Nemzetközi Labdarúgó-szövetség (FIFA) 1994-től tartotta nyilván bírói keretében. A FIFA JB központi nyelvei közül a angolt beszéli.Több nemzetek közötti válogatott és klubmérkőzést vezetett, vagy működő társának 4. bíróként segített. UEFA besorolás szerint 2.  kategóriás játékvezető. A walesi nemzetközi játékvezetők rangsorában, a világbajnokság-Európa-bajnokság sorrendjében többedmagával a 10. helyet foglalja el 2 találkozó szolgálatával. Az aktív nemzetközi játékvezetéstől 1998-ban búcsúzott. Válogatott mérkőzéseinek száma: 4.

#### Világbajnokság
A világbajnoki döntőhöz vezető úton Franciaországba a XVI., az 1998-as labdarúgó-világbajnokságra a FIFA JB bíróként alkalmazta.

##### 1998-as labdarúgó-világbajnokság

###### Selejtező mérkőzés
| Időpont            | Helyszín                   | Mérkőzés típusa           | Mérkőzés         | Eredmény | Nézők száma |
| ------------------ | -------------------------- | ------------------------- | ---------------- | -------- | ----------- |
| 1996. december 15. | Nemzeti Stadion, Ramat Gan | előselejtező (5. csoport) | Izrael–Luxemburg | 1 : 0    | 24 400      |

#### Európa-bajnokság
Az európai-labdarúgó torna döntőjéhez vezető úton Angliába a X., az 1996-os labdarúgó-Európa-bajnokságra az UEFA JB játékvezetőként foglalkoztatta.

##### 1996-os labdarúgó-Európa-bajnokság

###### Selejtező mérkőzés
| Időpont         | Helyszín                         | Mérkőzés típusa           | Mérkőzés             | Eredmény | Nézők száma |
| --------------- | -------------------------------- | ------------------------- | -------------------- | -------- | ----------- |
| 1995. június 7. | Josy Barthel Stadion, Luxembourg | előselejtező (5. csoport) | Luxemburg–Csehország | 1 : 0    | 1 030       |